# Halvdan Viking
Halvdan Viking är en svensk familjefilm som hade premiär den 26 oktober 2018. Filmen är baserad på Martin Widmarks och Mats Vänehems bokserie om Halvdan Viking. För manus och regi står Gustaf Åkerblom och filmens unga huvudpersoner spelas av Vilgot Hedtjärn och Ellinea Siambalis.

## Handling
Handlingen utspelas i en odefinierad och fiktiv forntid. Filmens unga par träffas i vildmarken nära respektive boning, men mot sina släktingars och föräldrars medgivande, då familjerna ligger i någon typ av fejd eller osämja.

## Rollista
- Vilgot Hedtjärn − Halvdan
- Ellinea Siambalis − Meia
- Peter Haber − Björn
- Torkel Petersson − Ragnar
- Claes Månsson − Espen
- Jimmy Lindström − Grimulf
- Nina Zanjani − Kristina
- Joel Spira − Alarik
- Ellen Jelinek − Frida
- Frederik Nilsson − Munken
- Klas Wiljergård − Sven
- Åsa-Lena Hjelm − Ragnhild
- Molly Faulseit − Miniviking Hilda
- Niclas Johansson − Folke
- Johanna Lundaahl − Ingatora
- Alva Hagnell − Hurva
- Carina Palmqvist − Gudlög
- Nils Lindenmo − Brand
- Magnus Liman − Gorm

## Kritik
Trots filmens titel förekommer inga uppenbara attribut eller skildringar till vikingatiden eller annan historisk period. Temat med två ensamma barns vänskap i naturen, trots avsaknad av tillåtelse från sina envisa fäder eller kloka mödrar, ger tydliga associationer till Ronja rövardotter.